# Okrouhlá (ort i Tjeckien, lat 50,77, long 14,53)
Okrouhlá är en ort i Tjeckien. Den ligger i den norra delen av landet, 80 km norr om huvudstaden Prag. Okrouhlá ligger 380 meter över havet och antalet invånare är 495.
Terrängen runt Okrouhlá är kuperad åt nordväst, men åt sydost är den platt. Terrängen runt Okrouhlá sluttar söderut. Runt Okrouhlá är det tätbefolkat, med 459 invånare per kvadratkilometer. Närmaste större samhälle är Česká Lípa, 9,1 km söder om Okrouhlá. I omgivningarna runt Okrouhlá växer i huvudsak blandskog.